# Xã Owen, Quận Dallas, Arkansas
Xã Owen (tiếng Anh: Owen Township) là một xã thuộc quận Dallas, tiểu bang Arkansas, Hoa Kỳ. Năm 2010, dân số của xã này là 908 người.